# Everardo Villarreal Salinas
Jesús Everardo Villarreal Salinas (23 de marzo de 1978, Reynosa, Tamaulipas) es un político mexicano, miembro del Partido Revolucionario Institucional. Fue diputado federal en LXI Legislatura del Congreso de la Unión de México. Fue Presidente Municipal de Reynosa, Tamaulipas de 2011 a 2013.

## Trayectoria política
Miembro activo del Partido Revolucionario Institucional. En 2004 fue candidato a diputado local por el entonces distrito XVII de Reynosa, donde perdió contra el candidato del PAN, En la elección federal de 2006, se presentó nuevamente como candidato a diputado federal por  II distrito de Reynosa donde perdió contra Raúl García Vivían del PAN. 3 años después, en la elección 2009 venció a Gerardo Peña Flores y se convirtió en diputado federal. En febrero de 2010 pidió licencia como diputado para poder competir por la alcaldía de Reynosa. En ese mismo año se convirtió en presidente municipal para el periodo 2011 - 2013.